# Павутинник каштановий слизький
Павутинник каштановий слизький (Cortinarius mucosus (Bull. ex Fr.) Kickx) — вид їстівних грибів з родини павутинникових — Cortinariaceae.
Шапка 3-8(10) см у діаметрі, з білою кортиною, напівсферична, згодом опуклорозпростерта, каштанова, жовта-коричнювата, до краю світліша, жовта, гола, слизька, при підсиханні блискуча. Пластинки прирослі, кремові, пізніше рудувато-коричнюваті, з світлішим краєм. Спорова маса іржаво-коричнева. Спори 12-15 Х 6-7 мкм, дрібнобородавчасті. Ніжка 4-9 Х 12,5 см, щільна, біла, внизу жовтувата, гола, слизька. М'якуш щільний, білий або жовтуватий, без особливого запаху, приємний на смак.
Зустрічається по всій Україні. Росте у хвойних лісах під соснами, на піщаному ґрунті; у серпні — жовтні. Їстівний гриб. Використовують свіжим.